# Ned Beatty

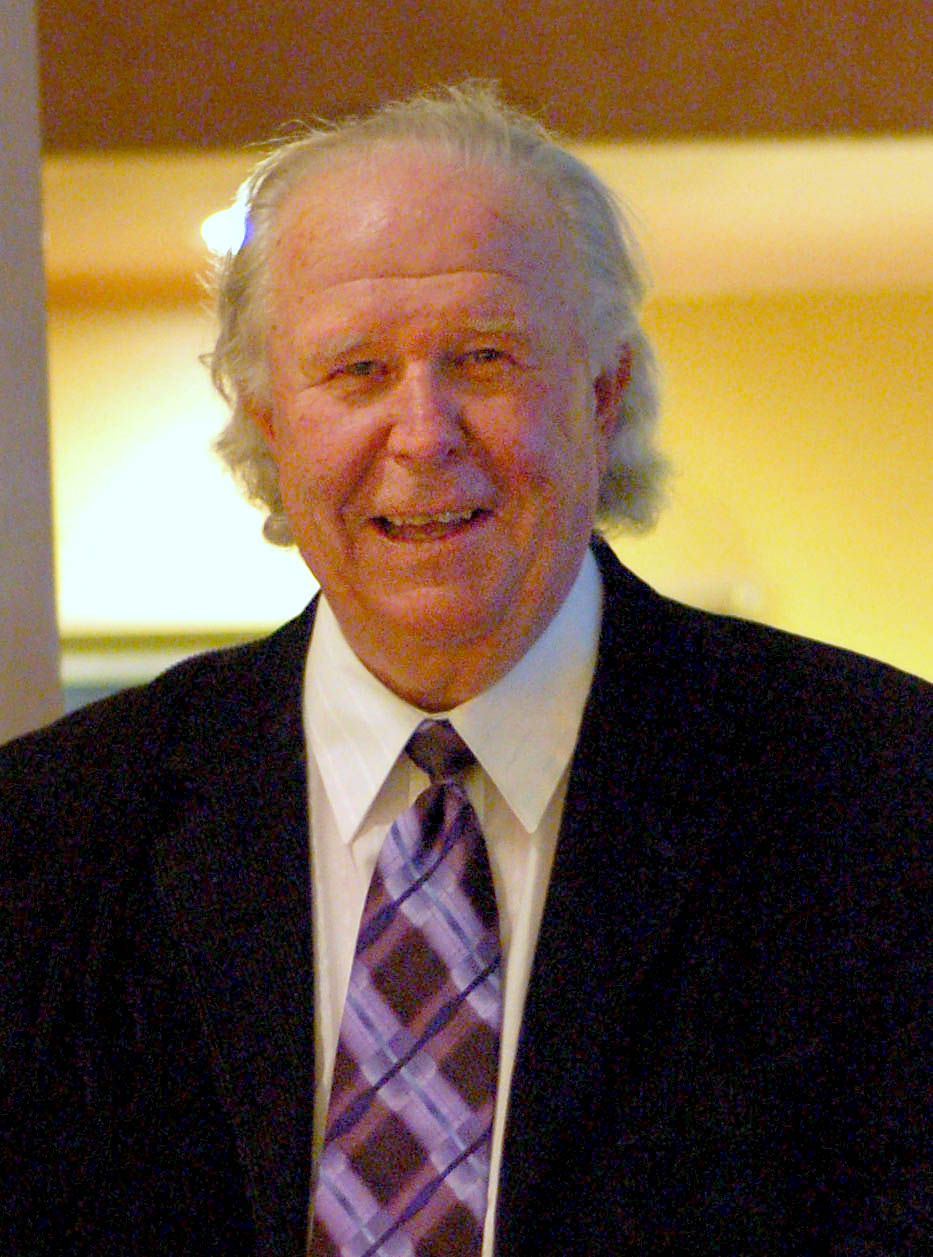
Ned Beatty (2006)

Ned Thomas Beatty (ur. 6 lipca 1937 w Louisville, zm. 13 czerwca 2021 w Los Angeles) – amerykański aktor charakterystyczny, nominowany do Oscara dla najlepszego aktora drugoplanowego w filmie Sieć (1976; reż. Sidney Lumet) oraz do nagrody Emmy za drugoplanową rolę w filmie Przyjazny ogień (1979; reż. David Greene).
Debiutował na ekranie stosunkowo późno, bo dopiero w wieku 35 lat. Pierwszą rolę zagrał w 1972 w filmie Johna Boormana Uwolnienie, w którym zagrał u boku Jona Voighta i Burta Reynoldsa. Od tego czasu wystąpił w przeszło 100 filmowych produkcjach; zwykle grał charakterystyczne role drugoplanowe. Swoje najgłośniejsze kreacje stworzył już w latach 70.; grał m.in. u Roberta Altmana w Nashville (1975), u Sidneya Lumeta w Sieci (1976), u Alana J. Pakuli we Wszystkich ludziach prezydenta (1976) czy u Johna Hustona w filmach Sędzia z Teksasu (1972) i Mądrość krwi (1979). Zagrał również w 1941 (1979; reż. Steven Spielberg), Supermanie (1978; reż. Richard Donner) i Supermanie II (1980; reż. Richard Lester).

## Filmografia
- Uwolnienie (1972) jako Bobby Trippe
- Sędzia z Teksasu (1972) jako Tector Crites
- Złodziej na kolacji (1973) jako Deams
- Biała błyskawica (1973) jako szeryf J.C. Connors
- Ostatni amerykański bohater (1973) jako Hackel
- Nashville (1975) jako Delbert Reese
- Express Srebrna Strzała (1976) jako Bob Sweet
- Sieć (1976) jako Arthur Jensen
- Wszyscy ludzie prezydenta (1976) jako Martin Dardis
- Atomowy autobus (1976) jako Shorty Scotty
- Egzorcysta II: Heretyk (1977) jako Edwards
- Tragedia Neptuna (1978) jako Mickey
- Superman (1978) jako Otis
- Mądrość krwi (1979) jako Hoover Shoates
- Przyjazny ogień (1979) jako Gene Mullen
- 1941 (1979) jako Ward Douglas
- Superman II (1980) jako Otis
- Gra w klasy (1980) jako Myerson
- O kobiecie, co malała (1981) jako Dan Beame
- Zabawka (1982) jako Sydney Morehouse
- Powrót do szkoły (1986) jako David Martin, dziekan
- Kłopoty ze szpiegami (1987) jako Harry Lewis
- Wielki luz (1987) jako Jack Kellom
- Czwarty protokół (1987) jako gen. Pawieł Piotrowicz Borisow
- Purpurowy pożeracz ludzi (1988) jako dziadek
- Bezbożny (1988) jako porucznik Stern
- Za kamerą (1988) jako Roy Ridnitz
- Światełko w tunelu (1988) jako George
- Roseanne (1988–1997; serial TV) jako Ed Conner, ojciec Dana (gościnnie, 1989–1994)
- Chattahoochee (1989) jako dr Harwood
- Dowód rzeczowy (1989) jako James Nicks
- Kapitan Ameryka (1990) jako Sam Kolawetz
- Egzorcysta 2½ (1990) jako Ernest Weller
- Peryskop w górę (1990) jako admirał Malice
- Preludium miłości (1992) jako dr Boyle
- Ed i jego zmarła matka (1993) jako wujek Benny
- Rudy (1993) jako Daniel Ruettiger, senior
- Zabójcze radio (1994) jako gen. Walt Whalen
- W słusznej sprawie (1995) jako detektyw McNair
- Podróże Guliwera (1996) jako Grultrud, farmer
- Szalony Koń (1996) jako dr McGillicuddy
- Gra o honor (1998) jako Warden Wyatt
- Życie (1999) jako Dexter Wilkins
- Kto zabił ciotkę Cookie? (1999) jako Lester Boyle
- Ostatnia wiosna (1999) jako Murph
- Hotelowi zakładnicy (1999) jako Tony
- Marzenia do spełnienia (2002) jako gen. Ed Sheppard
- Ciepła czapka (2004) jako ojciec Gigota
- Miejsce zwane domem (2005) jako Harmo
- Facet do towarzystwa (2007) jako Jack Delorean
- Strzelec (2007) jako senator Charles F. Meachum
- Wojna Charliego Wilsona (2007) jako Clarence „Doc” Long
- Pościg we mgle (2009) jako Twinky LeMoyne
- Morderca we mnie (2010) jako Chester Conway
- Toy Story 3 (2010) – Miś Tuliś (głos)
- Rango (2011) – burmistrz (głos)